# Bettingen (Germania)
Bettingen è un comune di 1.008 abitanti della Renania-Palatinato, in Germania.

Appartiene al circondario (Landkreis) Eifelkreis Bitburg-Prüm (targa BIT) ed è parte della comunità amministrativa (Verbandsgemeinde) di Bitburger Land.